# 3859 Борнген
3859 Борнген (3859 Börngen) — астероїд головного поясу, відкритий 4 березня 1987 року.
Тіссеранів параметр щодо Юпітера — 3,178.